# Xian de Fenggang
Le xian de Fenggang (凤冈县 ; pinyin : Fènggāng Xiàn) est un district administratif du centre de la province du Guizhou en Chine. Il est placé sous la juridiction de la ville-préfecture de Zunyi.

## Démographie
La population du district était de 383 522 habitants en 1999.

## Transport
- Métro de Ganzhou